# Nico Baracchi
Nico Baracchi (Celerina, 19 de abril de 1957–24 de marzo de 2015) fue un deportista suizo que compitió en skeleton y bobsleigh.
Ganó una medalla de plata en el Campeonato Mundial de Skeleton de 1982 y cuatro medallas en el Campeonato Europeo de Skeleton entre los años 1983 y 1986.
Además, obtuvo una medalla de plata en el Campeonato Mundial de Bobsleigh de 1989 y una medalla de plata en el Campeonato Europeo de Bobsleigh de 1988.

## Palmarés internacional
| Campeonato Mundial | Campeonato Mundial    | Campeonato Mundial | Campeonato Mundial |
| Año                | Lugar                 | Medalla            | Prueba             |
| ------------------ | --------------------- | ------------------ | ------------------ |
| 1989               | Sankt Moritz (Suiza)  | Medalla de plata   | Individual         |
| Campeonato Europeo |                       |                    |                    |
| Año                | Lugar                 | Medalla            | Prueba             |
| 1983               | Igls (Austria)        | Medalla de bronce  | Individual         |
| 1984               | Winterberg (RFA)      | Medalla de oro     | Individual         |
| 1985               | Sarajevo (Yugoslavia) | Medalla de oro     | Individual         |
| 1986               | Sankt Moritz (Suiza)  | Medalla de oro     | Individual         |

| Campeonato Mundial | Campeonato Mundial         | Campeonato Mundial | Campeonato Mundial |
| Año                | Lugar                      | Medalla            | Prueba             |
| ------------------ | -------------------------- | ------------------ | ------------------ |
| 1989               | Cortina d'Ampezzo (Italia) | Medalla de plata   | Cuádruple          |
| Campeonato Europeo |                            |                    |                    |
| Año                | Lugar                      | Medalla            | Prueba             |
| 1988               | Sarajevo (Yugoslavia)      | Medalla de plata   | Doble              |